# Royal Society of Tropical Medicine and Hygiene

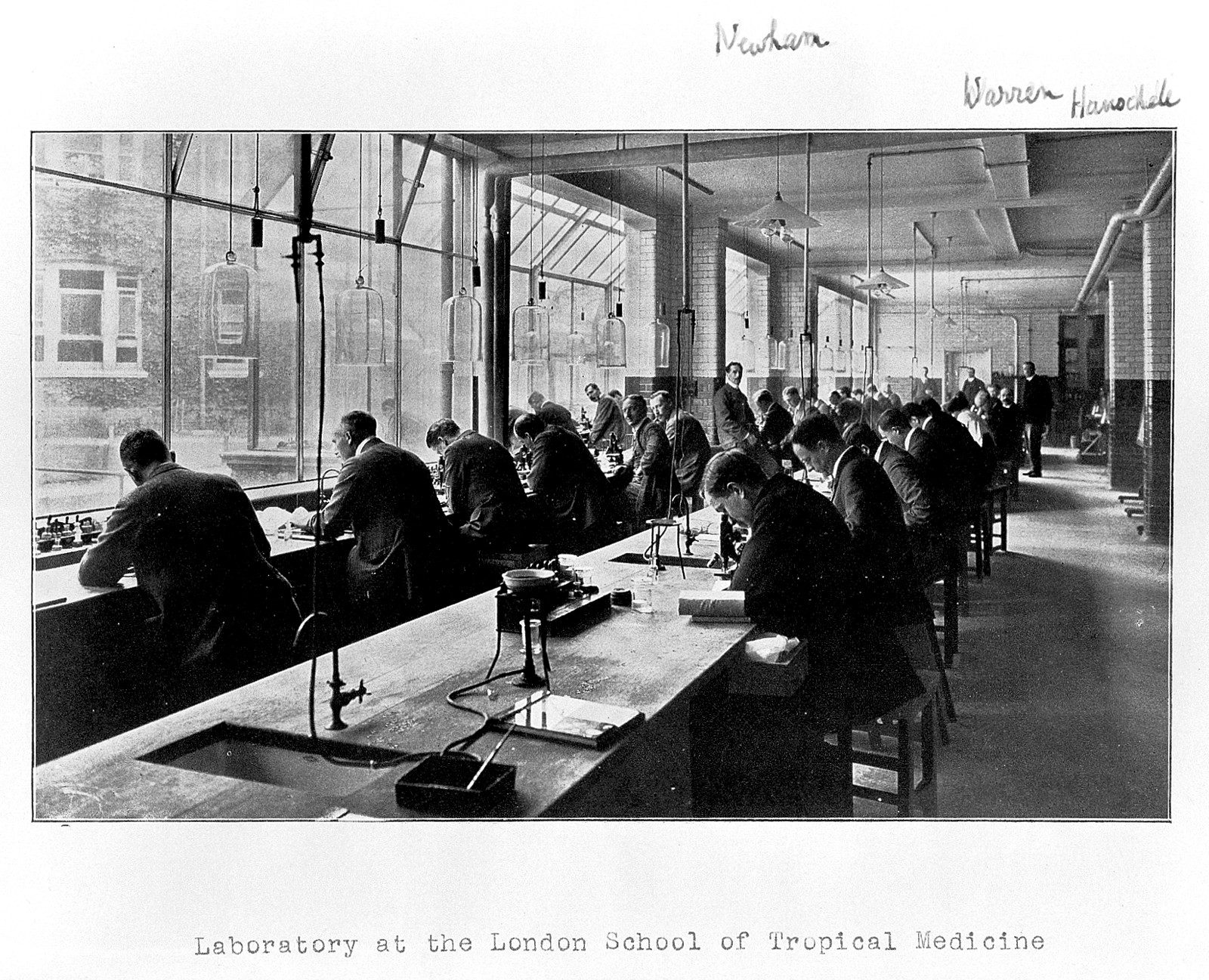
Laboratoire de la London School of Tropical Medicine at the Albert Dock Hospital (Seamen's Hospital Society, hôpital de la marine marchande) 1910. Archives & Manuscripts

La Royal Society of Tropical Medicine and Hygiene, plus connue sous son acronyme RSTMH, a été fondée en 1907 par Sir James Cantlie et George Carmichael Low. Sir Patrick Manson, premier président de la Société (1907-1909), a été reconnu comme « le père de la médecine tropicale » par son biographe. Il passa le poste à Sir Ronald Ross (président 1909-1911), découvreur du rôle des moustiques dans la transmission du paludisme.
Les objectifs du RSTMH sont « de promouvoir et de faire progresser l'étude, le contrôle et la prévention des maladies chez l'homme et d'autres animaux dans les régions tropicales et subtropicales, de faciliter la discussion et l'échange d'informations entre ceux qui s'intéressent aux maladies tropicales et à la santé internationale, et généralement pour promouvoir le travail de ceux qui s'intéressent à ces objectifs. »
En 1920, le roi George V a autorisé RSTMH à utiliser le préfixe royal. La reine Elizabeth II est la patronne de la société et la princesse royale est membre honoraire.

## Emplacement
En 2011, la Société a déménagé de Manson House, 26 Portland Place, Londres, à ses locaux actuels à Northumberland House, 303-306 High Holborn, Londres, WC1V 7JZ.

## Journaux
RSTMH publie deux revues à comité de lecture, Transactions of the Royal Society of Tropical Medicine and Hygiene  et International Health.

## Distinctions et médailles
RSTMH décerne la médaille Chalmers et la médaille Donald Mackay chaque année et la médaille Manson, la médaille George MacDonald et la médaille Sir Rickard Christophers tous les trois ans.
Cinq médailles spéciales du centenaire ont été décernées en 1907, deux pour l'ensemble de ses réalisations et trois pour les réalisations spéciales d'un jeune de moins de 45 ans.

## Présidents
Une liste complète des présidents et leurs discours présidentiels inauguraux sont disponibles sur le site Transactions.
- 2020 - onwards Prof. Gail Davey
- 2019-2020 Prof. Sarah Rowland-Jones
- 2016–2019 Simon Cathcart
- 2013-2016 Prof. Simon I. Hay
- 2011-2013 Prof. Peter Winstanley
- 2009-2011 Prof. Hazel M. Dockrell
- 2007–2009 Prof. David H. Molyneux
- 2005–2007 Sir Brian M. Greenwood
- 2003–2005 Prof. Andrew Tomkins
- 2001–2003 Prof. Harold Townson
- 1999–2001 Prof. David Bradley
- 1997–1999 Prof. David A. Warrell
- 1995-1997 Major-General George O. Cowan
- 1993–1995 Prof. Gordon C. Cook
- 1991-1993 Dr Peter O. Williams
- 1989–1991 Prof. George S. Nelson
- 1987-1989 Prof. Wallace Peters
- 1985-1987 Prof. Herbert M. Gilles
- 1983-1985 Sir Ian A. McGregor
- 1981–1983 Dr Antony J. Duggan
- 1979–1981 Dr Leonard G. Goodwin
- 1977–1979 Dr Stanley G. Browne
- 1975-1977 Dr C.E. Gordon Smith
- 1973–1975 Prof. Alan W. Woodruff
- 1971-1973 Sir Robert Drew
- 1969-1971 Prof. Brian Maegraith
- 1967–1969 Prof. Percy Cyril Garnham
- 1965-1967 Prof. George MacDonald
- 1963-1965 Dr Charles Wilcocks
- 1961–1963 Sir George McRobert
- 1959-1961 Sir William MacArthur
- 1957-1959 Sir John S.K. Boyd
- 1955-1957 Prof. Rupert M. Gordon
- 1953-1955 Dr F. Norman White
- 1951–1953 Sir Neil Hamilton Fairley
- 1949-1951 Prof. Henry Edward Shortt
- 1947–1949 Sir Philip H. Manson-Bahr
- 1945-1947 Dr C. Morley Wenyon
- 1943–1945 Sir Henry Harold Scott
- 1939–1943 Sir S. Rickard Christophers
- 1937-1939 Dr Sydney Price James
- 1935–1937 Sir Arthur Bagshawe
- 1933–1935 Sir Leonard Rogers
- 1929–1933 Sir George Carmichael Low
- 1927–1929 Prof. John William Watson Stephens
- 1925-1927 Sir Andrew Balfour
- 1923-1925 Sir Percy W. Bassett-Smith
- 1921-1923 Sir James Cantlie
- 1919–1921 Sir William John Ritchie Simpson
- 1917-1919 Sir David Bruce
- 1915-1917 Dr Fleming M. Sandwith
- 1913-1915 Sir R. Havelock Charles
- 1911–1913 Sir William Boog Leishman
- 1909–1911 Sir Ronald Ross
- 1907–1909 Sir Patrick Manson